# Алабак
Алабак је насељено место у општини Подујево.

## Демографија
Насеље има албанску етничку већину.
Број становника на пописима:
- попис становништва 1948. године: 501
- попис становништва 1953. године: 513
- попис становништва 1961. године: 553
- попис становништва 1971. године: 657
- попис становништва 1981. године: 808
- попис становништва 1991. године: 926